# 49-я воздушная армия (СССР)
49-я воздушная армия (49-я ВА) — оперативное объединение авиации Военно-Воздушных сил СССР, предназначенное для совместных действий с другими видами вооружённых сил и родами войск (сил) вооружённых сил СССР Туркестанского военного округа.

## История создания
Сформирована 24 июня 1969 года как 49-я воздушная армия на базе входивших в ВВС Туркестанского военного округа авиационных частей и соединений. Базировалась на территории Узбекской и Туркменской ССР.

## Наименования
- ВВС Туркестанского военного округа (24.06.1969 г.)[1];
- 49-я воздушная армия (01.05.1988 г.)[1];
- 56-й смешанный авиационный корпус (01.06.1989 г.)[1];
- Войсковая часть 61800[1].

## Расформирование
Расформирована 1 июня 1989 года, авиационные части и соединения сведены в состав 56-го смешанного авиационного корпуса, который вошёл в состав 73-й воздушной армии. После распада СССР части и соединения переданы в состав Вооружённых сил вновь образованных государств: Узбекистана и Туркменистана.

## Состав
- 115-й гвардейский истребительный авиационный Оршанский орденов Кутузова и Александра Невского полк (Какайды);
- 217-й авиационный полк истребителей-бомбардировщиков (Кызыл-Арват);
- 87-й отдельный разведывательный авиационный полк (Карши-Ханабад);
- 47-я отдельная смешанная авиационная эскадрилья (Ак-Тепе);
- 10-й отдельный полк связи и АСУ (Ташкент).

### Боевой состав на 1980 год
- 115-й гвардейский истребительный авиационный Оршанский орденов Кутузова и Александра Невского полк (Какайды);
- 136-й авиационный полк истребителей-бомбардировщиков (Чирчик);
- 217-й авиационный полк истребителей-бомбардировщиков (Кызыл-Арват);
- 87-й отдельный разведывательный авиационный полк (Карши-Ханабад);
- 47-я отдельная смешанная авиационная эскадрилья (Ак-Тепе);
- 10-й отдельный полк связи и АСУ (Ташкент).

В декабре 1984 года сформирована 34-я авиационная дивизия истребителей-бомбардировщиков (Чирчик) в составе:
- 136-й авиационный полк истребителей-бомбардировщиков (Чирчик);
- 156-й авиационный полк истребителей-бомбардировщиков (Мары-2);
- 217-й авиационный полк истребителей-бомбардировщиков (Кызыл-Арват).

### Боевой состав на 1989 год
- 34-я авиационная дивизия истребителей-бомбардировщиков[2] (Чирчик) в составе:
  - 136-й авиационный полк истребителей-бомбардировщиков[2] (Чирчик);
  - 156-й авиационный полк истребителей-бомбардировщиков[2] (Мары-2);
  - 217-й авиационный полк истребителей-бомбардировщиков[2] (Кызыл-Арват).
- 115-й гвардейский истребительный Оршанский орденов Кутузова и Александра Невского авиационный полк[2] (Какайды)
- 735-й бомбардировочный авиационный полк[2] (Карши-Ханабад);
- 87-й отдельный разведывательный авиационный полк[2] (Карши-Ханабад);
- 186-й отдельный штурмовой авиационный полк[2] (Чирчик);
- 47-я отдельная смешанная авиационная эскадрилья (Ак-Тепе);
- 10-й отдельный полк связи и АСУ (Ташкент).

## Дислокация
С апреля 1969 года по июнь 1989 года штаб 49-й воздушной армии дислоцировался в городе Ташкент.

## Подчинение
| Объединение                 | Период                            |
| --------------------------- | --------------------------------- |
| Туркестанский военный округ | апрель 1969 года — июнь 1989 года |

## Боевые действия
- армия принимала участия в боевых действиях в Афганистане